# ブルースカイ・ブルー
「ブルースカイ・ブルー」は、日本の音楽デュオ・RYTHEMの3作目のシングル。

## 解説
表題曲はNHK朝の連続テレビ小説『てるてる家族』の挿入歌であったが、2004年2月2日（第103回）より主題歌へ昇格した。ただし、それまでは同じ曲のインストルメンタル・バージョンがテーマ曲であった。

## 収録曲
全作詞：なかにし礼、編曲：清水信之
1. ブルースカイ・ブルー（作曲：宮川泰）
2. 女友達 （作曲：RYTHEM）
3. ブルースカイ・ブルー（ブラスバンドヴァージョン）
4. ブルースカイ・ブルー（Instrumental）

## 参加ミュージシャン
RYTHEM
- YUI：Vocal (#1,2)
- YUKA：Vocal (#1,2)

Additional Musician
- 清水信之：Sound Produced (全曲)、Second line drums & Ukulele & 三線 (#1,4)、Drums & Fender Bass & Mandoline & Keyboards & Percussions (#2)
- 菅坡雅彦：Trumpet (#1,4)
- 村田陽一：Trombone (#1,4)
- 佐藤潔：Tuba (#1,4)
- 山本拓夫：Clarinet (#1,4)
- キヨシ小林：Steel Guitar (#1,4)

## 楽曲の収録アルバム
- ウタタネ (#1,2)
- BEST STORY (#1)